# Vrața
Vrața (în bulgară Враца) este un oraș în Obștina Vrața, Regiunea Vrața, Bulgaria. Se află la o altitudine de 344 m deasupra nivelului mării. Are o suprafață de 212 km². Populația este de 55.451 locuitori, determinată în 15 martie 2024, prin current resident registration[*].

## Demografie
Componența etnică a orașului Vrața
     Bulgari (87,77%)
     Romi (1,72%)
     Nicio identificare (10,1%)
     Altele (0,74%)
La recensământul din 2011, populația orașului Vrața era de 60.692 locuitori. Din punct de vedere etnic, majoritatea locuitorilor (87,77%) erau bulgari, cu o minoritate de romi (1,72%). Pentru 10,1% din locuitori nu este cunoscută apartenența etnică.